# Graphe paranomon
Die Klage graphē paranomōn (altgriechisch γραφὴ παρανόμων, deutsch Klage(schrift) wegen Gesetzwidrigem), auch paranomōn graphē, war eine Klageart im antiken Athen, die der Überprüfung eines Gesetzes (altgriechisch νόμος nomos) oder sonstigen Beschlusses (altgriechisch ψήφισμα psēphisma) der Volksversammlung (Ekklesia) diente.
Die graphē paranomōn wurde vermutlich nach dem Tod des Perikles 429 v. Chr. eingeführt und kann ab 415 v. Chr. belegt werden. Sie kann als Ersatz für den Ostrakismos angesehen werden, der zu derselben Zeit abgeschafft wurde. Der Begriff bedeutet „Klage gegen gesetzwidrige (Gesetze/Beschlüsse)“. Dahinter stand die Überlegung, dass Beschlüsse (psēphismata) nicht in Widerspruch zu einem Gesetz und ein neues Gesetz nicht in Widerspruch zu einem bereits geltenden stehen sollte.

## Verfahren
Die Klage konnte gegen Gesetze oder Beschlüsse (psēphismata) eingebracht werden, die bereits erlassen oder die erst vorgeschlagen waren. Sobald jemand unter Eid ankündigte, er werde eine solche Klage anhängig machen, war das Gesetzgebungsverfahren oder der Beschluss bis zur Entscheidung über die Klage suspendiert.
Die Klage wurde gegen denjenigen erhoben, der den angegriffenen Beschluss oder das Gesetz in der Volksversammlung eingebracht hatte. Er wurde als derjenige angesehen, der das Volk fehlgeleitet und die Rechtsordnung beschädigt hatte, denn die Volksversammlung selbst war niemandem verantwortlich und hatte gewissermaßen immer Recht. Die Verantwortlichkeit dessen, der ein Gesetz beantragt hatte, dauerte ein Jahr. Nach Ablauf dieser Frist konnte zwar das Gesetz selbst angegriffen und aufgehoben werden, aber der, der es vorgeschlagen hatte, nicht mehr bestraft werden. Nach fünf Jahren konnte auch das Gesetz selbst nicht mehr Gegenstand einer Klage sein.
Zuständig für die Entscheidung über die Klage war die Heliaia.

## Funktion
Die Klage hatte eine doppelte Funktion. Einmal stellte sie ein Mittel zur Überprüfung und möglichen Aufhebung bereits von der Volksversammlung (Ekklesia) verabschiedeter und zur Verhinderung beabsichtigter Gesetze und Beschlüsse dar und diente damit der Sicherung der Rechtsstaatlichkeit.
Die zweite Funktion ist darin zu sehen, dass die graphē paranomōn für rivalisierende Politiker eine Waffe bot, mit der sie einander schaden oder ausschalten konnten. Das Volk von Athen konnte auf diese Weise seine Führer begünstigen oder bestrafen.

## Rechtsfolgen
Hatte die Klage Erfolg, hatte dies nicht nur die Aufhebung des angegriffenen Gesetzes oder Beschlusses zur Folge, sondern auch eine Sanktion gegen denjenigen, der es vorgeschlagen hatte. Diese Sanktion war üblicherweise eine Geldstrafe; sie war manchmal so hoch, dass sie nicht bezahlt werden konnte.
In diesem Fall drohte dem Einbringenden der Gesetzesvorlage der Verlust der Bürgerrechte (atimia), was das Ende seiner politischen Laufbahn bedeutete. Politiker begannen daher, Gesetzesvorschläge durch Strohmänner einzubringen.

## Bekannte Fälle
→ Siehe auch Demosthenes: Reden aus Prozessen wegen gesetzwidriger Anträge
Viele der bekannten Klagen betrafen nicht die eigentliche Gesetzgebung, sondern weniger bedeutende Ehrenentscheidungen. Ariston von Azenia wurde 75 Mal mit einer graphē paranomōn angeschuldigt, gesetzwidrige Beschlüsse beantragt zu haben, aber niemals verurteilt. Demosthenes hatte zwar nicht so viele Verfahren zu bestehen, aber allein Aristogeiton brachte sieben Klagen gegen ihn ein.
- Ein Beispiel findet sich in der Kranzrede des Demosthenes[3] in Erwiderung auf Aischines’ Rede gegen Ktesiphon aus dem Jahr 333 v. Chr.
- In der Rede des Demosthenes gegen Timokrates[4] macht Demosthenes geltend, dass Timokrates’ Antrag aus mehreren Gründen rechtswidrig sei: Erstens widerspreche er bereits geltendem Recht.[5] Zweitens sei er nicht durch die Statuen der Phylenheroen[6] bekannt gemacht worden. Drittens erlaube er dem Rat nicht das Gesetz zu beraten, bevor er es der Volksversammlung vorlegt.[7] Schließlich befolge er nicht den gesetzlich vorgesehenen Ablauf, der vorsehe, ein neues Gesetz bei einer Sitzung der Versammlung vorzuschlagen, bei der nächsten Sitzung keine Maßnahme zu ergreifen und bei der dritten Sitzung darüber abzustimmen, ob die Nomotheten einberufen werden;[8] Timokrates soll das Gesetz bei einer Sitzung der Versammlung vorgeschlagen und schon am nächsten Tag die Verweisung an die Nomotheten beantragt haben.[9]
- Ein anderes Beispiel für eine graphē paranomōn ist die Rede des Demosthenes gegen Leptines.[10] Demosthenes macht geltend, Leptines habe bewerkstelligt, dass die Nomotheten ein Gesetz passieren ließen, ohne entgegenstehende Gesetze aufzuheben,[11] indem der Antrag im Voraus bekannt gemacht wurde, oder der Versammlung zu ermöglichen, die Angelegenheit zu prüfen, bevor sie an die Nomotheten übergeben wurde.[12]
- Demosthenes selbst wurde einmal beschuldigt, unrechtmäßig die Korrektur eines Gesetzes über die Unterhaltung von Kriegsschiffen vorgeschlagen zu haben.[13]

## Rechtsvergleichung
- Die Klage graphē paranomōn ähnelt einem Normenkontrollverfahren, wie es viele moderne Rechtsordnungen kennen.
- Während die Gesetzwidrigkeit eines psēphisma mit einem Gesetz (das in einem komplizierteren Verfahren verabschiedet und höherrangig war) mit modernen Vorstellungen übereinstimmt, scheint bei Klagen, die sich gegen ein Gesetz richteten, die Rechtmäßigkeit des Gesetzgebungsverfahrens im Vordergrund gestanden zu haben, also bereits eine Art verfassungsrechtlicher Überprüfung stattgefunden zu haben.
- Wie bei der modernen Normenkontrolle konnte mit der graphē paranomōn insbesondere auch die formelle Rechtmäßigkeit, also die Einhaltung des gesetzlich vorgeschriebenen Verfahrens bei der Gesetzgebung oder Beschlussfassung überprüft werden.
- Dass der Initiant (des Beschlusses oder Gesetzes) dafür bestraft wird, dass die gesetzgebende Versammlung seinem Antrag zugestimmt hat, ist heutigen Rechtsordnungen fremd.
- Bezeichnend ist, dass auch mit der graphē paranomōn die Verantwortung für die Rechtmäßigkeit staatlichen Handelns in die Hand des einzelnen Bürgers gelegt wurde: auf Seiten des Klägers durch die Möglichkeit, Verstöße gegen die Gesetze der Polis im Interesse der Gemeinschaft selbst zu verfolgen und öffentlich zu machen, auf Seiten des Beklagten dadurch, dass er für die von ihm initiierten Gesetzesbeschlüsse der Ekklesia persönlich zur Verantwortung gezogen wurde. Eine solche gemeinschaftsstiftende Idee ist – wie generell mit der Einführung der Popularklage (graphē) durch Solon – auch in anderen Rechtsinstituten wie der Antidosis erkennbar.
- Schließlich waren die Richter des Athener Gerichts, der Heliaia ebenso wie die Teilnehmer an der Volksversammlung keine Rechtsexperten, sondern gewöhnliche Bürger.